# Baljuwschap Waas
Het baljuwschap Waas (1241–1794) was een van de 25 bestuurlijke onderdelen van het graafschap Vlaanderen. Het werd bestuurd door een hoogbaljuw en een hoofdcollege, gevestigd in Sint-Niklaas.

## Geschiedenis

### De Keure van het Land van Waas
Het Land van Waas werd een autonoom rechtsgebied dankzij de "Keure van het Land van Waas" (1241). Deze oorkonde is bewaard gebleven. Hij draagt de zegels van Johanna van Constantinopel, de gravin van Vlaanderen, en Thomas van Savoye, haar tweede echtgenoot. De keure werd plechtig overhandigd aan vier edellieden, die hem namens het Land van Waas in ontvangst namen.
De keure werd een paar keer herroepen als bestraffing voor enkele opstanden tegen het grafelijke bestuur. Later werden de vrijheden weer hersteld. Dit gebeurde in 1277 door Gwijde van Dampierre, in 1330 door Lodewijk I van Vlaanderen en in 1453 door Filips de Goede.

### Hoofdcollege en Landhuis
Het bestuur was in handen van een hoofdcollege. Dit college kwam oorspronkelijk samen onder een lindeboom op de Grote Markt van Sint-Niklaas. Het was de ceremoniële plek waar de Graaf van Vlaanderen zijn eed uitsprak, na zijn blijde intrede in het Waasland. Deze plechtige eed werd afgenomen door de eerste prelaat van het Waasland, in dit geval was dit de abt van Boudelo. Op 7 juni 1497 legde Filips de Schone op de Grote Markt zijn plechtige eed af in handen van de abt van Boudelo, die hiervoor naar Sint-Niklaas kwam. Vanaf 1518 kwam het hoofdcollege samen in een houten gebouw.
De bevolking en stad sloten zich aan bij de Gentse Opstand tegen keizer Karel V in 1539.
In 1541 werd er een gebouw gekocht op de Grote Markt, dat in de jaren daarna vergroot en verfraaid werd. Dit is het zogenaamde Landhuis van Waas, dat thans nog steeds zo bekend staat. De schepenbank van deze Keure vergaderde meestal in Sint-Niklaas, en zetelde daar haar Feodaal Hof van Waas om recht te spreken.

### Gentse Republiek
In 1578 komt het Waasland onder controle van de Gentse Republiek. De wegens collaboratie met de Spanjaarden afgezette hoogbaljuw Servaas van Steelant wordt door het Gentse calvinistische bestuur vrijgelaten, in ruil voor de erkenning van hun gezag. De besturen van de Wase dorpen werden ontbonden en vervangen door besturen trouw aan het nieuwe regime. Ook het hoofdcollege wordt, na protest bij de Raad van Vlaanderen, afgedankt en vervangen.
Het Gentse beleid hield in dat de rooms-katholieke godsdienst zo veel mogelijk onderdrukt werd. De parochiekerken werden gesloten en de kerkschatten meegenomen. In 1578 al werden de o.a. Abdij van Boudelo en de Abdij van Roosenberg verwoest. In de plaats kwamen er calvinistische gemeenten in vrijwel alle Wase dorpen, met de bijhorende grondige versobering van de kerkgebouwen. Naarmate het Spaanse leger oprukte in het graafschap Vlaanderen, werd het repressieve beleid harder. Desondanks bleef de katholieke godsdienst overeind, en kon het calvinisme maar beperkt ingang krijgen. Dit gold vooral op het platteland.
Op 1 november 1583 leverden hoogbaljuw Servaas van Steelant en schepen Louis Thierin, die beide nog steeds katholiek waren, het Waasland weer over aan de Spanjaarden.

### Afschaffing
De keure bleef van kracht tot het einde van de achttiende eeuw, bij het begin van de Franse overheersing. De laatste dienstdoende Hoogbaljuw was burggraaf Mattheus Moerman d'Harlebeke, die in 1793 werd afgezet. De traditionele bestuurlijke indeling ging op schop en het Waasland werd deel van het Scheldedepartement.

## Rechtsgebied
Inwoners van het Waasland werden geacht zich te voegen naar de voorgeschreven costumen, met goedkeuring van de aartshertogin-landvoogdes. De costumen waren opgedeeld in verschillende rubrieken, die bepaalde aspecten juridisch omkaderden. Zo beschrijft rubriek I: de Graeve van Vlaenderen, als Heere vande Lande van Waes, heeft binnen dezelven Landen alle iustitie, hooghe, middle en nedere, die hy doet exerceren onder den resorte vande Camere vanden Raedt, geordoneert in zyn Landt ende Graefschap van Vlaenderen.
Het rechtsgebied van de Keure van Waes besloeg een aanzienlijk deel van alle parochies, die soms waren verenigd onder dezelfde vierschaar:
- De vierschaar van Belsele en Sinaai
- De vierschaar van Lokeren en Daknam
- De vierschaar van Sint-Niklaas en Nieuwkerken-Waas
- De vierschaar van Kemzeke, Stekene en Sint-Pauwels
- De vierschaar van Waasmunster en Elversele
- De vierschaar van Bazel
- De vierschaar van Melsele
- De vierschaar van Moerbeke
- De vierschaar van Vrasene en Sint-Gillis-Waas
- De vierschaar van Tielrode

Een aparte rubriek van de costumen was gewijd aan de zogenaamde "apanagedorpen". Dit waren grotendeels onafhankelijke gebieden die slechts voor de lasten van de graaf of de vorst aan het hoofdcollege moeten gehoorzamen. Hierbij behoorden de parochies Beveren, Burcht, Eksaarde, Haasdonk, Rupelmonde en Temse, eveneens als enkele enclaves van de heerlijkheid Beveren in Sint-Niklaas, Belsele, Lokeren, Daknam en Haasdonk. Verder waren er nog de "vrije polders" Doel, Kallo, Kieldrecht en Verrebroek, die minder belastingen moesten betalen. En ten slotte waren er nog de "vazallen van de Keure" Kruibeke en Zwijndrecht die een afzonderlijk gerechtelijk statuut hadden, maar wel de belasting van de Keure betaalden. Later werden gingen deze indelingen echter op schop, zodat alle parochies gelijk behandeld werden. Een belangrijke opmerking is dat sommige dorpen gedurende het ancien régime nog geen onafhankelijke juridische entiteit vormden. Meerdonk bijvoorbeeld was tot 1846 slechts een gehucht van Vrasene.
Op het Wase grondgebied lagen in de 17e eeuw een vijftal grote feodale kloosters: de Abdij van Boudelo, de Abdij van Roosenberg, het klooster van de Wilhelmieten, het convent van de Recoletten en het Convent van de oratorianen. Zij bezaten uitgestrekte landen en mochten hun pacht en cijnsrechten doen gelden in grote delen van het Waasland.
Daarnaast waren er verschillende heerlijkheden, die onder bestuur stonden van de Wase adellijke families: Paddenschoot, Appelsvoorde, Varebeke, Puyenbeke, Aarschot, Ter Elst, Het Beversche, Sleutelhof, Caudenborg enz.

## Bestuur

### Hoofdcollege
Zoals de Keure voorschreef, werd een hoofdcollege geïnstalleerd in Sint-Niklaas dat de hoogste instantie van de streek was. Deze schepenbank bestond uit zeven Hoogschepenen en een Hoogbaljuw, die voor het leven benoemd waren. Zij hielden zich bezig met rechtszaken (zowel burgerlijk recht als strafrecht) in beroep die van de plaatselijke vierscharen kwamen, met het verdelen van belastingen en oorlogsbijdragen, en met het regelen van algemene bestuurszaken.

### Bestuursleden
Dit overzicht is mogelijk incompleet; u kunt helpen door het uit te breiden.

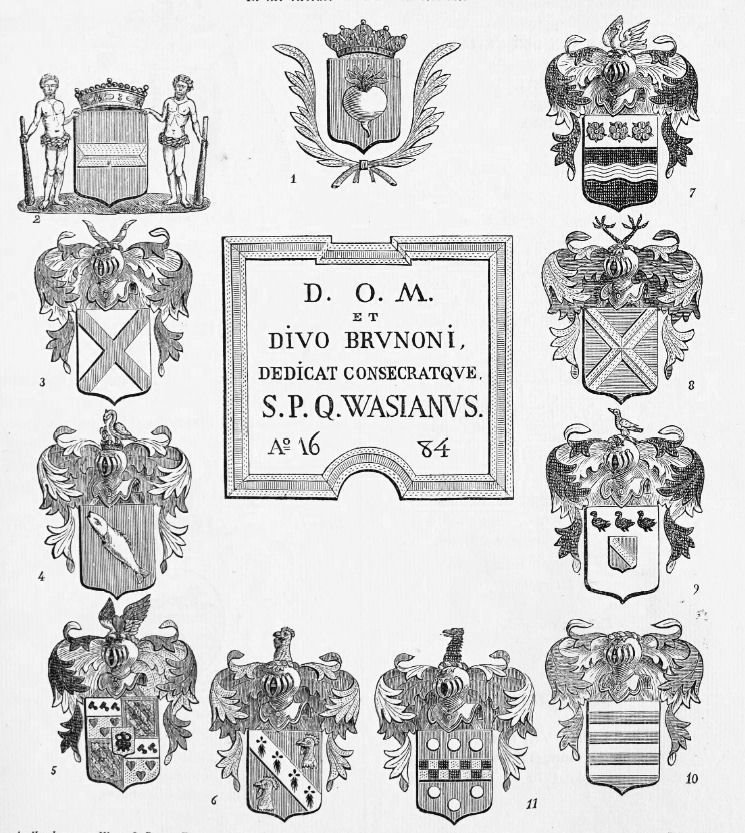
Wapenschilden van verschillende hoogbaljuws, Senatus et populusque Wasianus.

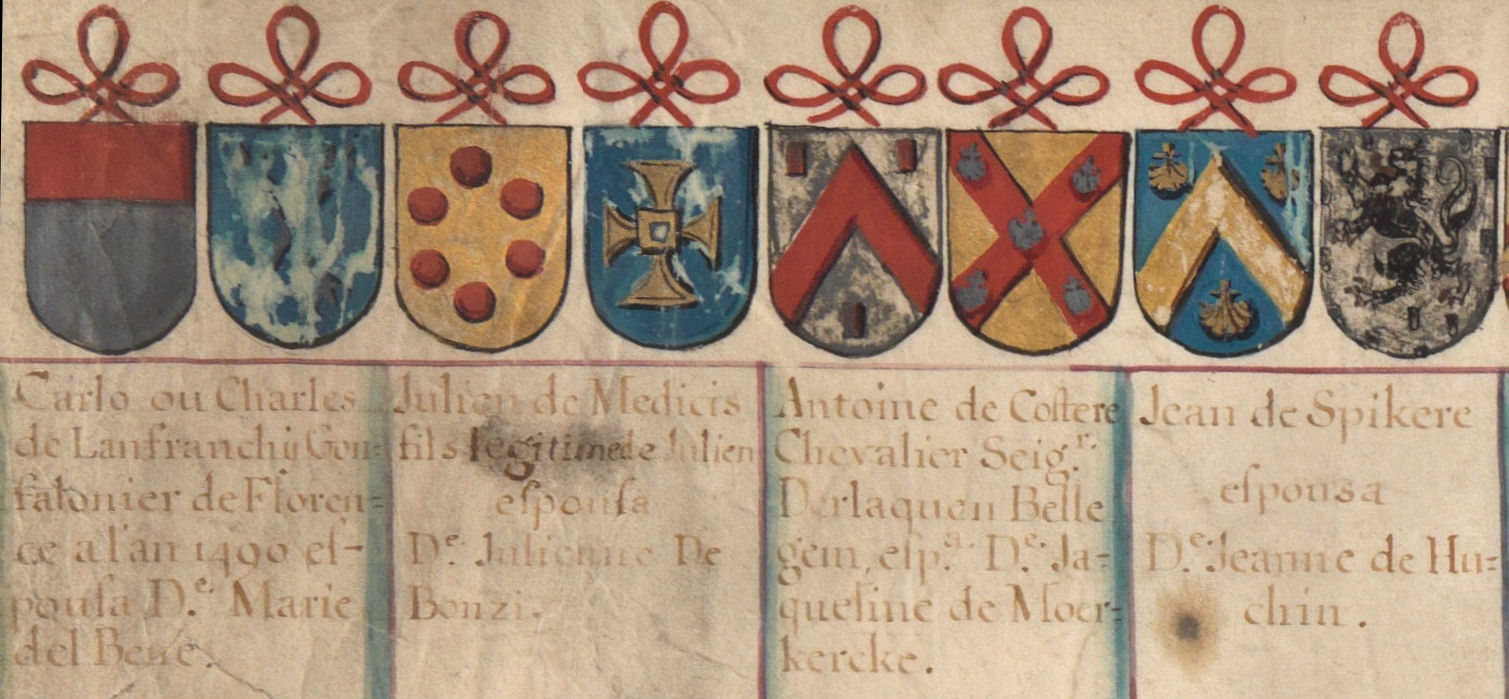
Verz. Ugent, Handschrift met de kwartierstaat van Heer de Lanfrancye, heer van Kruibeke.

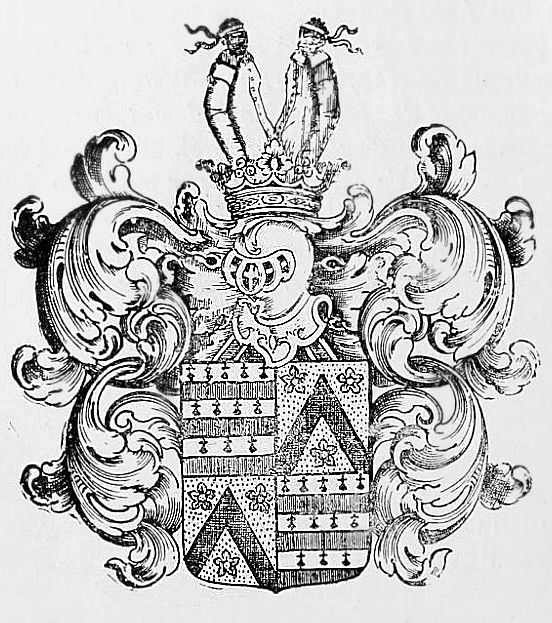
wapenschild van Sr; Petrus Saman, 17de eeuw St-Niklaas

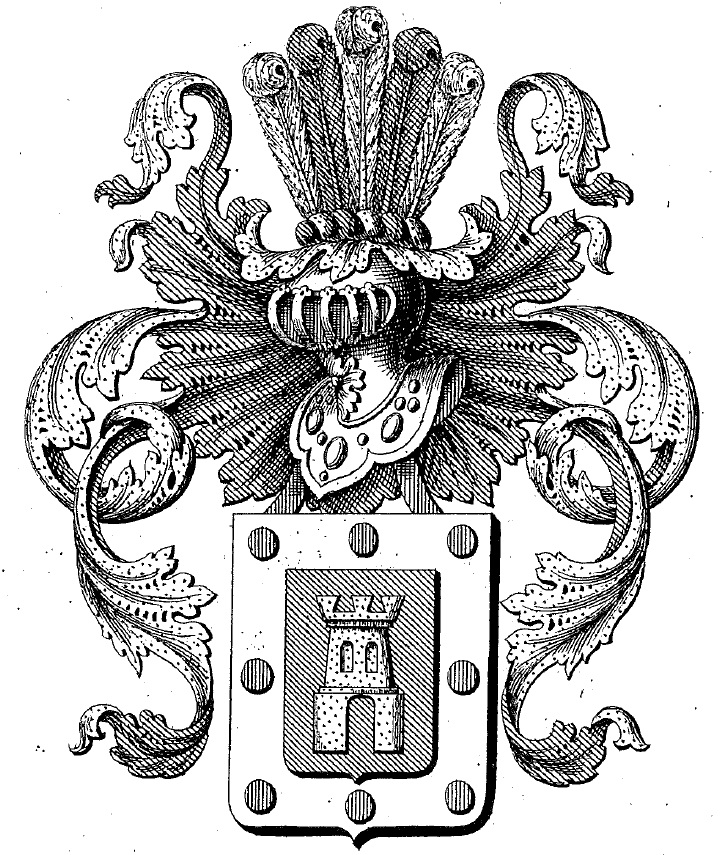
Wapenschild van de familie de Castro y Toledo; 17de eejw

Aan het Waas Leenhof verbleven verschillende belangrijke lieden uit oude Wase geslachten, die regionaal en lokaal het bestuur vormden. Sommige titels en functies waren erfelijk, waardoor het aanzien van deze families generatie op generatie groter werd. Ook dient te worden aangestipt dat het merendeel van de Wase scabinale geslachten en patriciërs onderling huwelijken aangingen, en duurzame verwantschappen ontstonden. Volgens de gebruiken moesten hoogschepenen zich vestigen in het Waasland, waardoor verschillende leden van de Gentse adel zich vestigden in het Waasland.
- familie Charles
- familie de Baenst
  - waaronder Jozef de Baenst, baljuw in de 16e eeuw
  - waaronder Olivier de Baenst, baljuw in de 15e eeuw
- familie de Castro y Toledo, hoogbaljuw van Waes, eigenaars van het Castrohof
  - waaronder Frans-Jozef de Castro y Toledo, hoogschepen in de 18e eeuw
- Familie de Jonghe
  - waaronder Theodore de Jonghe, heer van Mandekens, hoogschepen
- Matthieu de Moerman de Harlebeke, hoogbaljuw in de 18e eeuw
- familie de Muelenaere, geslacht uit Gent
- Ivo-Jan de Munck-Moerman, hoogschepen
- familie de Nève
- familie de Vaernewyck
  - waaronder Jan van Vaernewijck, hoogbaljuw in de 15e eeuw
- Filips d'Hanins, heer van Roodonck
- Guillaume Jean d'Hanens, hoogschepen
- Jan Hawaert, hoogbaljuw in de 14e eeuw
- Filips Frans Lippens, hoogschepen in de 18e eeuw
- familie Nys, schepengeslacht uit Vrasene
  - waaronder Boudewijn Nys, hoogschepen
- familie Papeians de Morchoven
- familie Saman, edel geslacht uit Sinaai, erfelijke  meiers
  - Paulus Saman-de Witte, schepen van Lokeren
  - Jan Pieter Saman, hoogschepen in de 17e en 18e eeuw
  - jonkheer Ferdinandus Filippus Saman de Solackers, schepen van Sint-Niklaas
  - Petrus II Zaman-Verbeken, heer van ten Berghe
- familie Snouck, eigenaars van de omwalde hofstede Ter Snoecke
  - Jacobus Snouck-de Mare, schepen van Sint-Niklaas
  - Catharina Snouck, erfelijke dame van den Hauwe, Essche en Heysbroeck, gemalin van sr. Joannes van Landeghem, vanaf 1729 hoogschepen van het Land van Waas
- Paul Norbert Tack, Lokeren
- jonkheer Ferdinand van Boonem, zoon van Jan Filips van Boonem , hoogbaljuw in de 17e eeuw
- Alexander II van Bournonville, hoogbaljuw met wapenschild op de Cipierage
- familie vanden Saere de Maeneghem
- familie van Landeghem
  - waaronder Joannes Antonius van Landeghem
  - waaronder Joannes van Landeghem, heer van den Hauwe en Essche, hoogschepen
- familie vanden Eechaute
  - waaronder Ferdinandus vanden Eeckhoute, heer van Grimberghes, hoogschepen
- Emmanuel vander Vynct
- familie Van Pottelsberghe de la Potterie
  - waaronder Lieven van Pottelsberghe, hoogschepen in de 16e eeuw
- Willem van Waelwijck, heer van Walburg, hoogbaljuw in de 16e eeuw
- Servaas van Steeland, hoogbaljuw in de 16e eeuw
- familie Vergauwen, schepengeslacht uit Verrebroek
- Jean-Baptist Versmessen, hoogschepen in de 18e eeuw, woonde in Hof ter Saksen
- familie Ysebrant de Lentdoncq, schepengeslacht uit Sint-Pauwels, woonde in het Hof te Voorde
  - waaronder Joannes Ysebrants, erfelijk heer van Voorde
  - waaronder Marcus Ysebrants, meier en heer van Heggeloo
  - waaronder Petrus Josephus Emmanuel Ysebrants, hoogschepen van Waas
  - waaronder Petrus Augustinus Josephus Ysebrants, leenman aan het feodaal leenhof van Dendermonde

De hoogschepenen van Waas en andere edelen hadden talrijke bezittingen in het Land van Waas: zo bezat de prins van Arenberg heel wat poldergronden en heel Verrebroek. Onder de schepenen en baljuws vinden we de families Triest, Vander Sare, Vydt, Van Steelant, De Ghistelles, De Gruutere, Vander Gracht, De Moerman, De Jonghe, Keyaerts, Dullaert, Ramont, Van Pottelsberghe, enz.

## Cultuur
Er waren een negental rederijkerskamers erkend door het feodaal leenhof, allen gehoorzaamheid verschuldigd aan de Hoofdkamer van Waes, en allen een bloemrijke naam dragend. Zij hadden een bijzondere plek in het Land van Waes, en kenden een rijke traditie:
- Hoofdkamer: De Goudbloem, gezegd de “gautblommisten” (Behoud Simpel van Sinnen)
- Kamer van Beveren: de Christus oog (Christus oogen onderdaen)
- Kamer van Elversele: de Rode Roos (Onnoozel gesinde)
- Kamer van Lokeren: de Wynpersch (Geschiedt uyt Liefde)
- Kamer van Nieuwkerken: de Vlasbloem (Peist op’t sterven – Cogita mori)
- Kamer van Rupelmonde: de Genoffel (Wat Schaet, dat groeit)
- Kamer van Stekene: de Distelblom (Scherp om Grypen)
- Kamer van Temse: de Wyngaerdrank (ootmoedig versaemt)
- Kamer van Waasmunster: de Koornbloem (Jong zonder erg)

## Landdekenaat
Het dekenaat Waas betrof een van de zeven dekenaten in het bisdom Gent, wiens grondgebied naast de Wase parochies ook Hulst en Zele omvatte. Aan het hoofd van dit dekenaat benoemde de bisschop van Gent een reguliere priester tot deken en beheerder van het sigillum decanatus Wasye (zegel van het dekenaat van Waas). De abt van de abdij van Boudelo stond op gelijke hoogte als de deken; zijn parochie behoorde niet tot het dekenaat maar stond onder rechtstreeks bestuur van de oratorianen. In 1805 viel de bevoegdheid van de abt aan de pastoor-deken van de hoofdkerk. 
| Periode   | Naam                   | Opmerking                |
| --------- | ---------------------- | ------------------------ |
| 1235-1237 | Joannes                |                          |
| 1237-     | Henricus               |                          |
| 1268      | Joannes                | Pastoor in Zele          |
| 1287      | Aegidius               | Priester in Bazel        |
| 1474      | Petrus vander Beken    | Voorbeeld                |
| 1608-1638 | Bernardus Hotsenius    | Pastoor van Sint-Niklaas |
| 1641      | Petrus Duerincx        | Pastoor in Waasmunster   |
| 1642-1645 | Ulricus Mathonius      | Pastoor in Sint-Niklaas  |
| 1653      | Petrus de Mey          |                          |
| 1676-1697 | Paschasius de Cuyper   |                          |
| 1711-1723 | Lambertus Loyaerts     |                          |
| 1763-1805 | Joannes van Keersbulck |                          |

## Galerij van feodale residenties in het Land van Waas

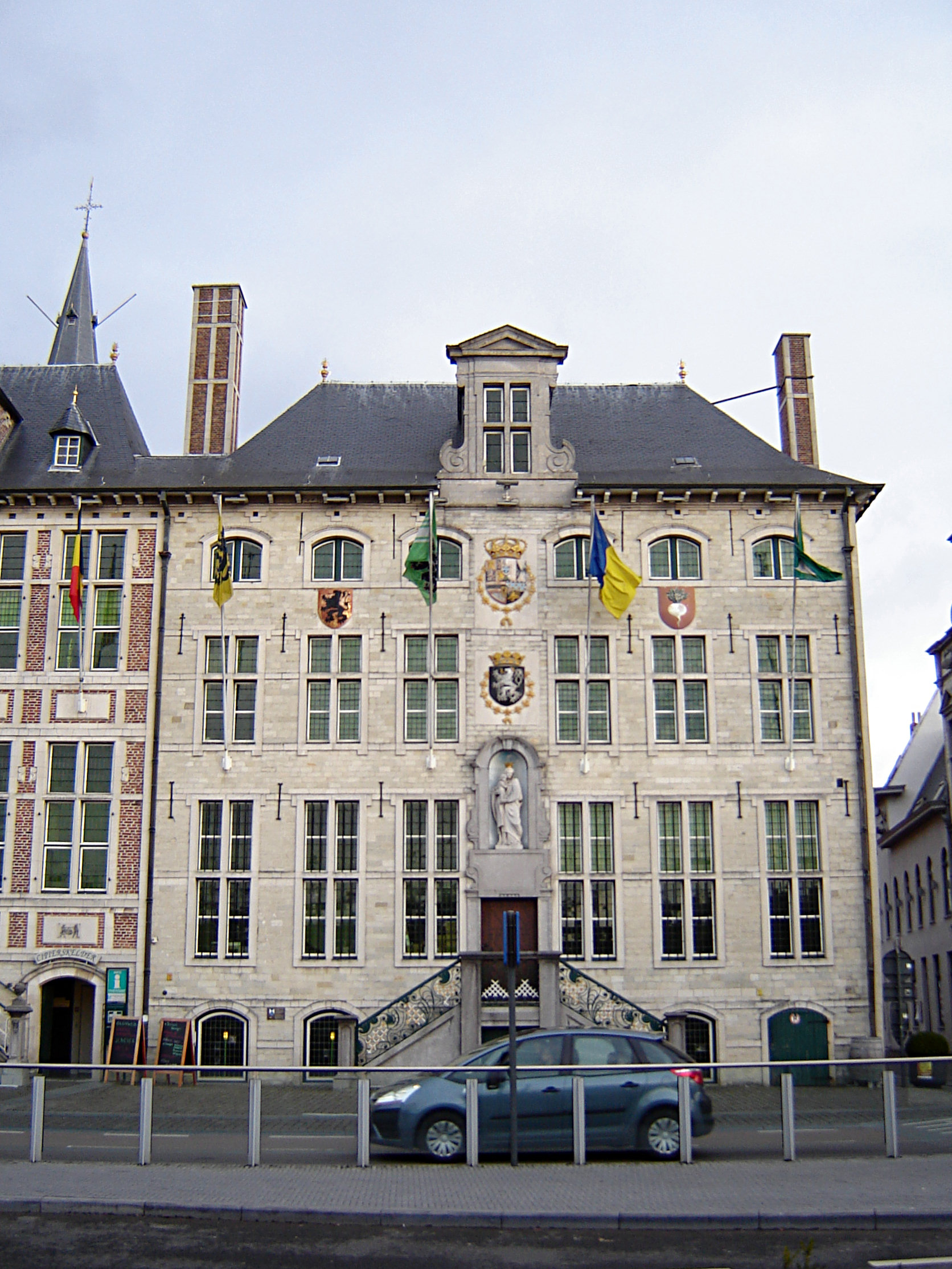
De Cipierage, de gevangenis van de baljuw, met centraal het wapenschild van de Spaanse koning, boven dat van de graaf van Vlaanderen, en rechtsboven het wapen van het Waasland.
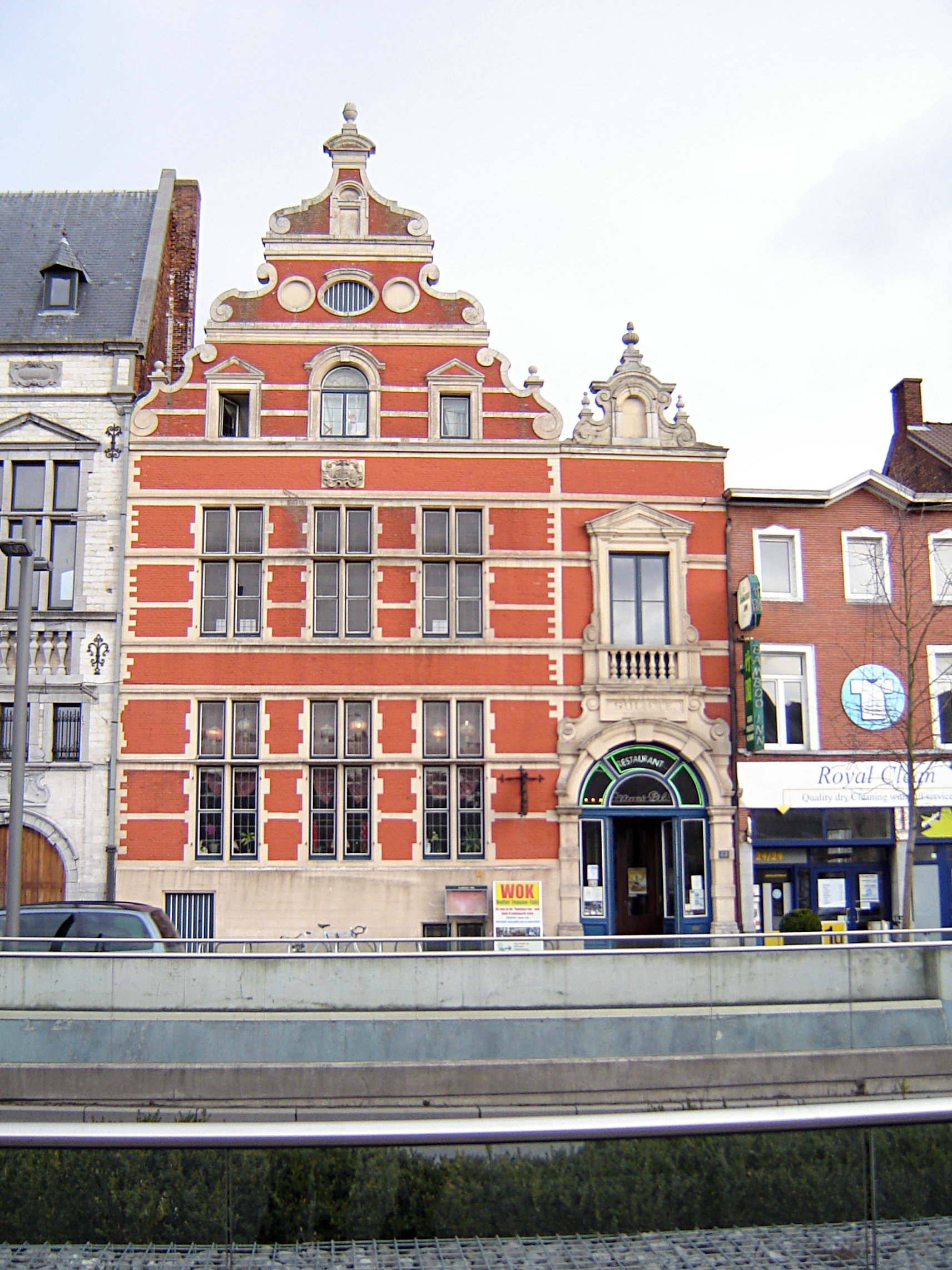
Het Landhuis, de zetel van het hoofdcollege
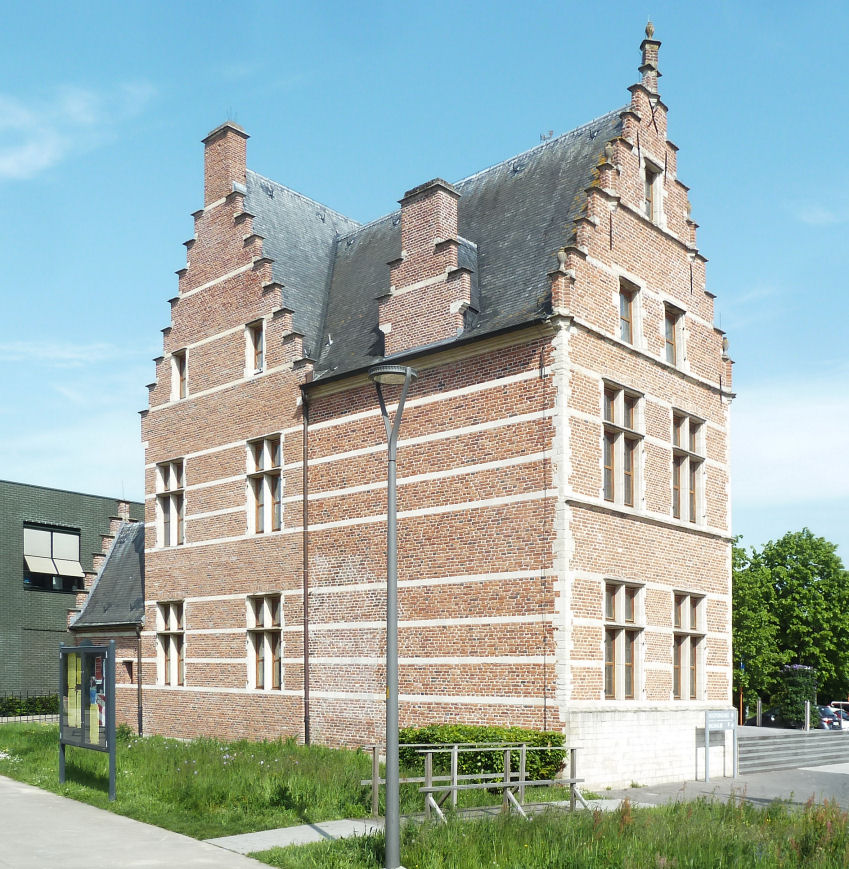
het Hof Sanders te Sint-Gillis-Waas, 16de eeuw
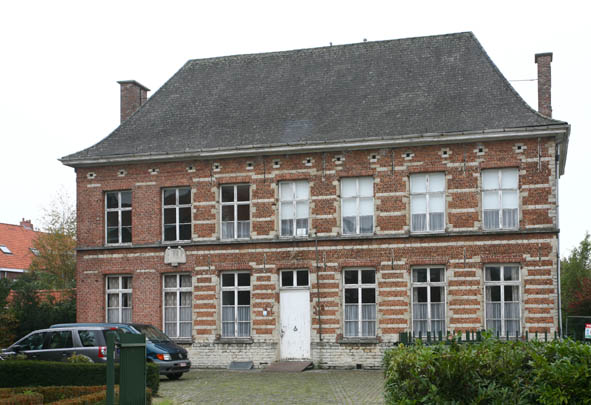
Huis Piers te Beveren-Waas uit de 17de eeuw.
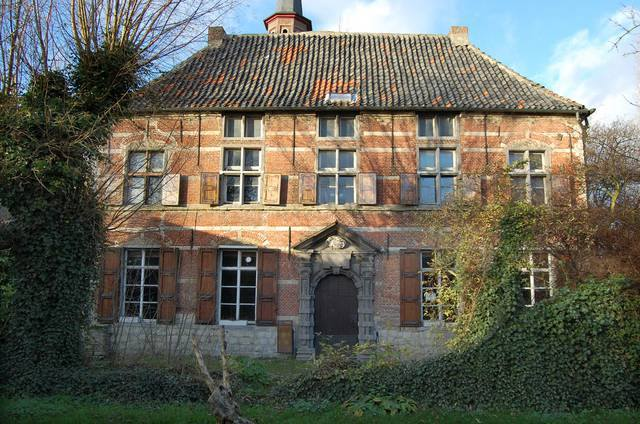
Hooghuis te Doel uit de 17de eeuw.
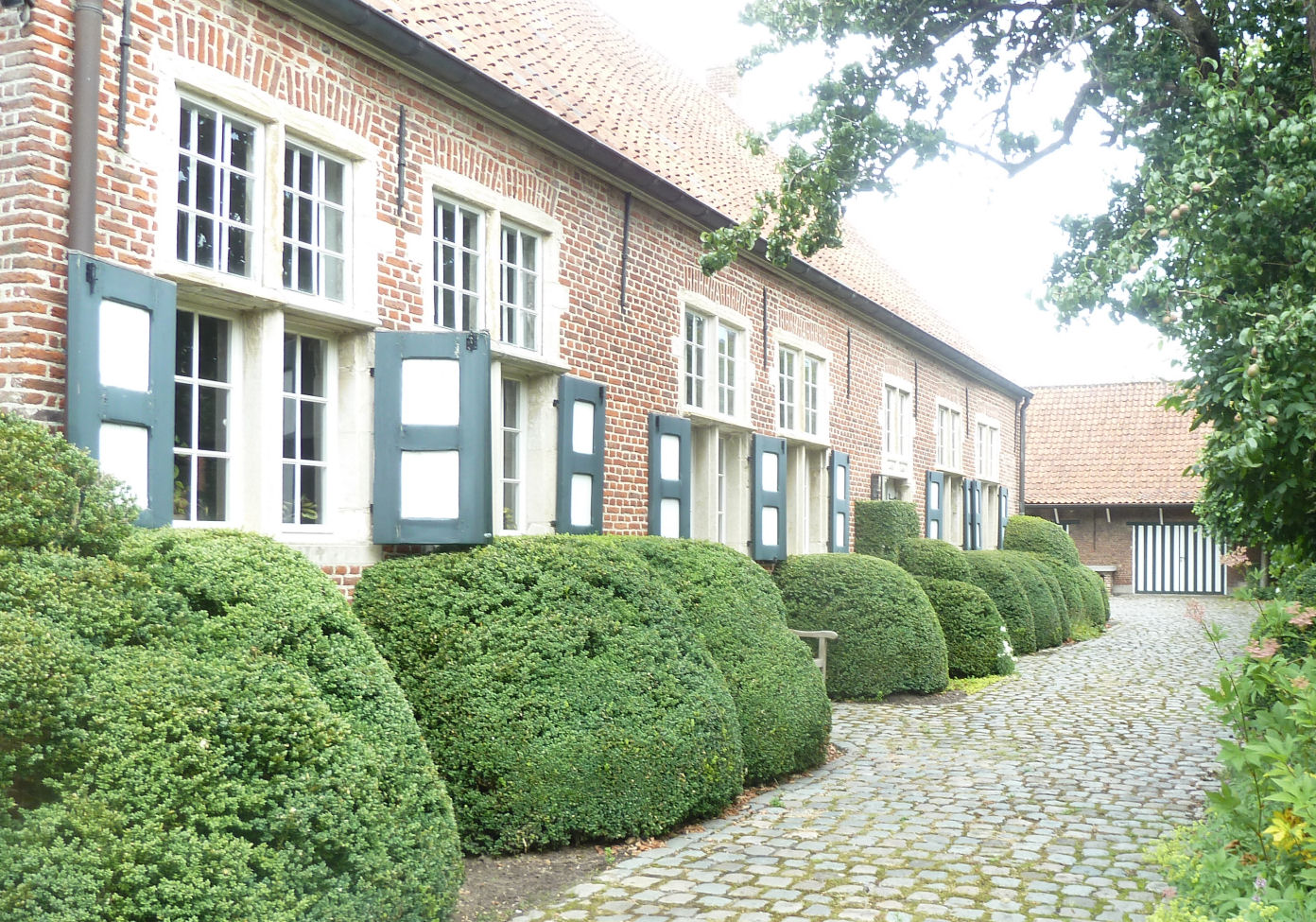
Sinaai, Hoeve van meier Saman uit de 17de eeuw
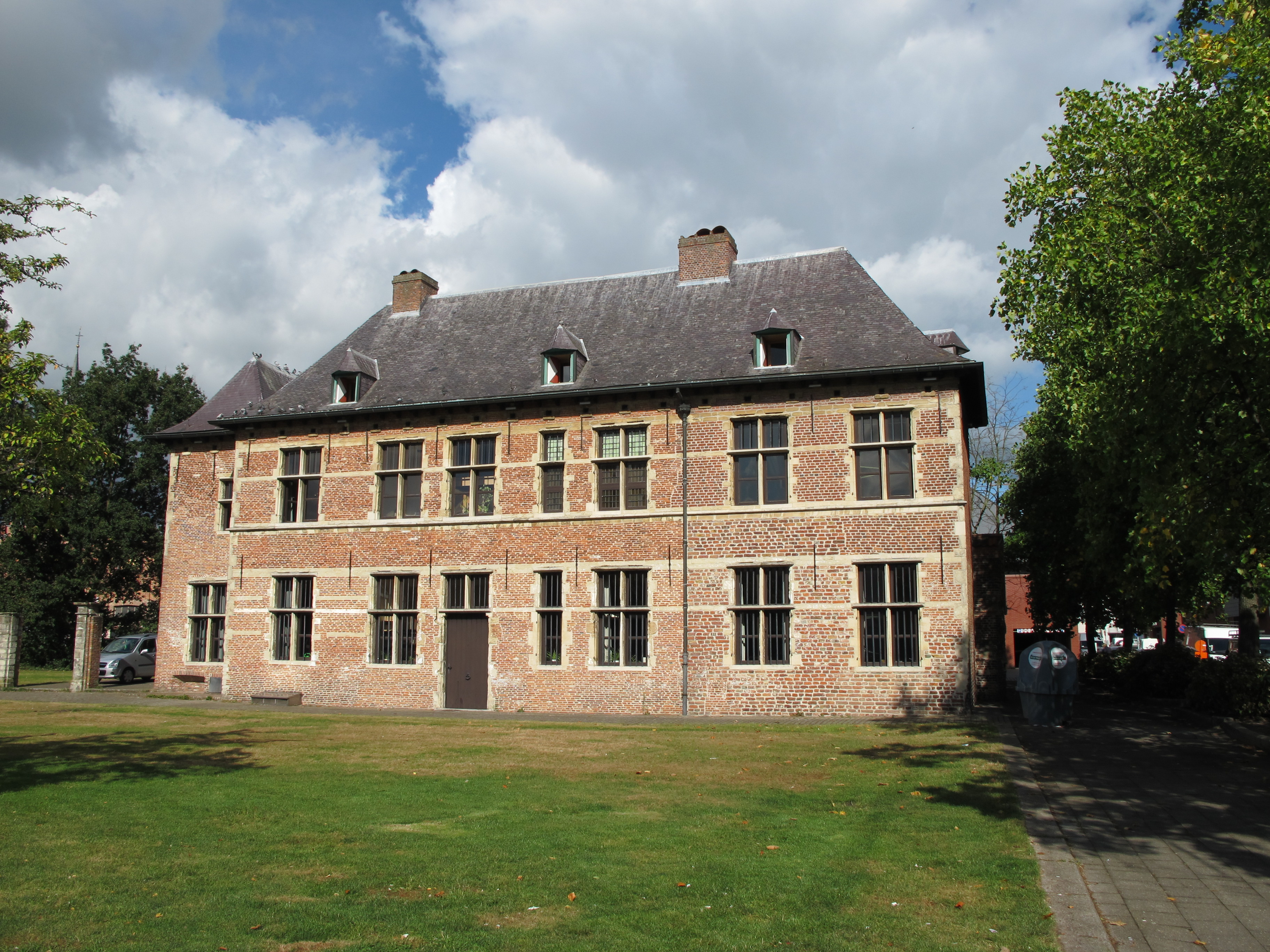
Het Hof van Exaerde, gezegd Castrohof, residentie van Jr. de Castro y Toledo, Baljuw van Waas.
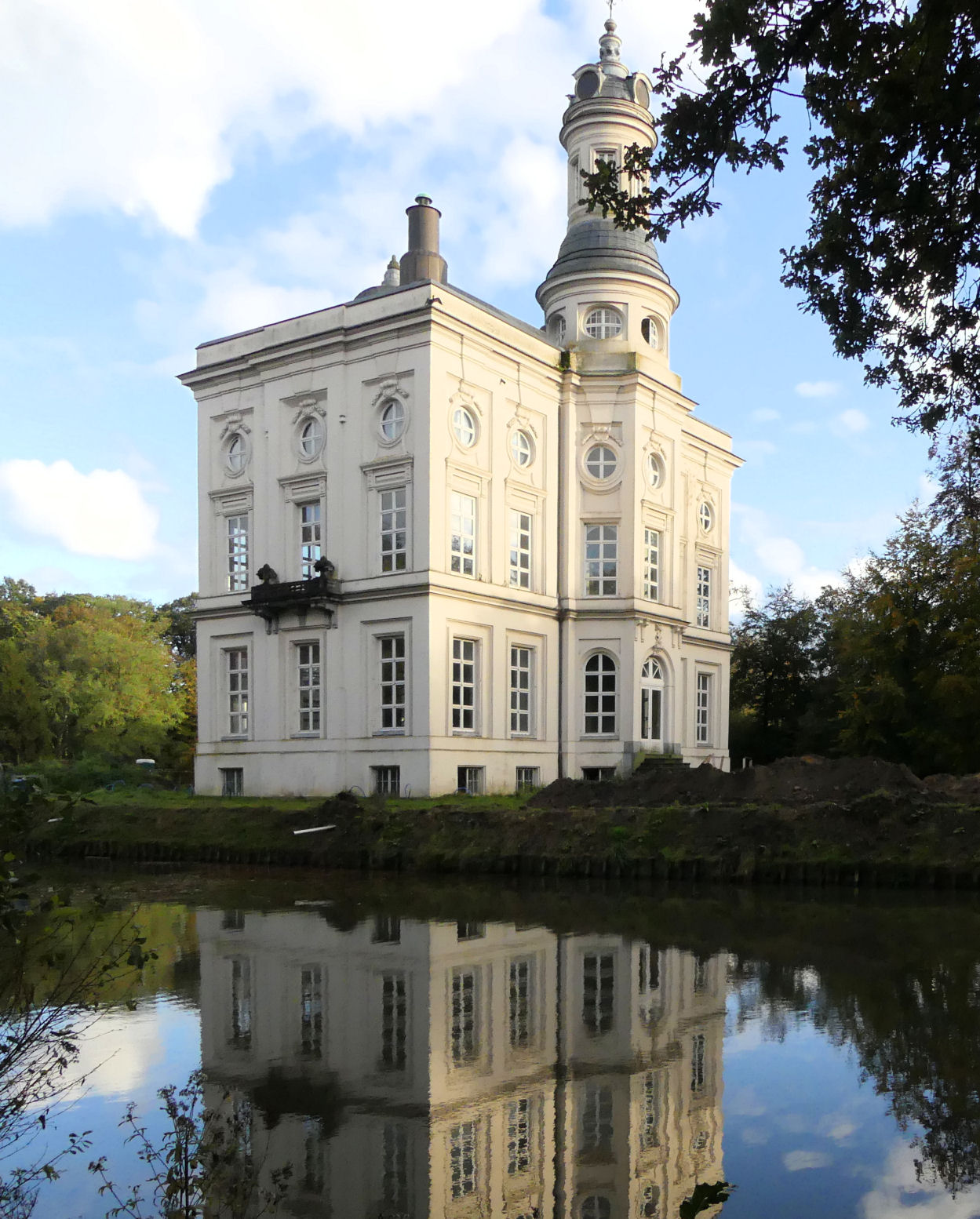
Hof ter Saksen, residentie van Jr. Versmessen, Hoofdschepen van Waas
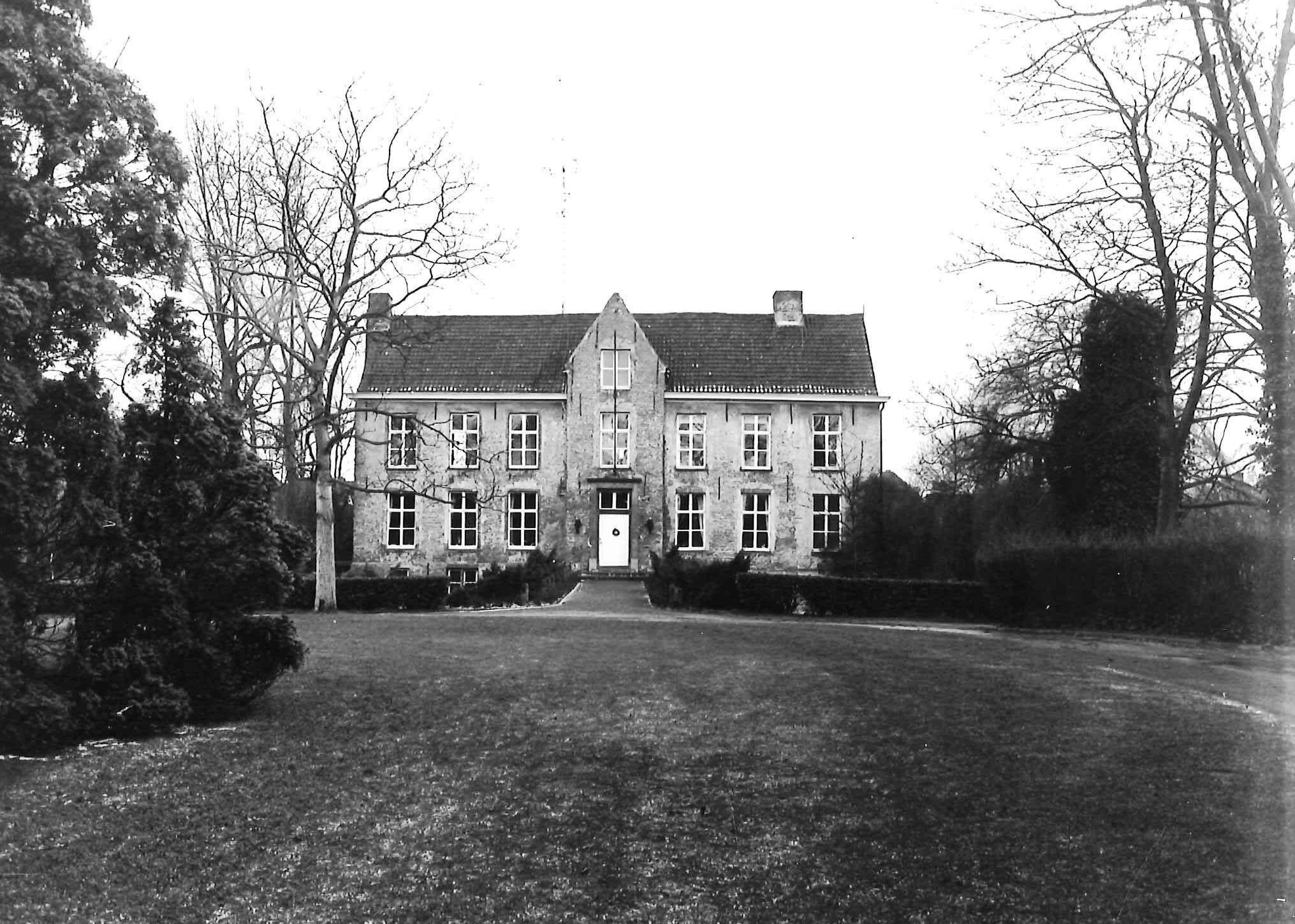
Hof van Paddeschoot, residentie van de gelijknamige Heerlijkheid
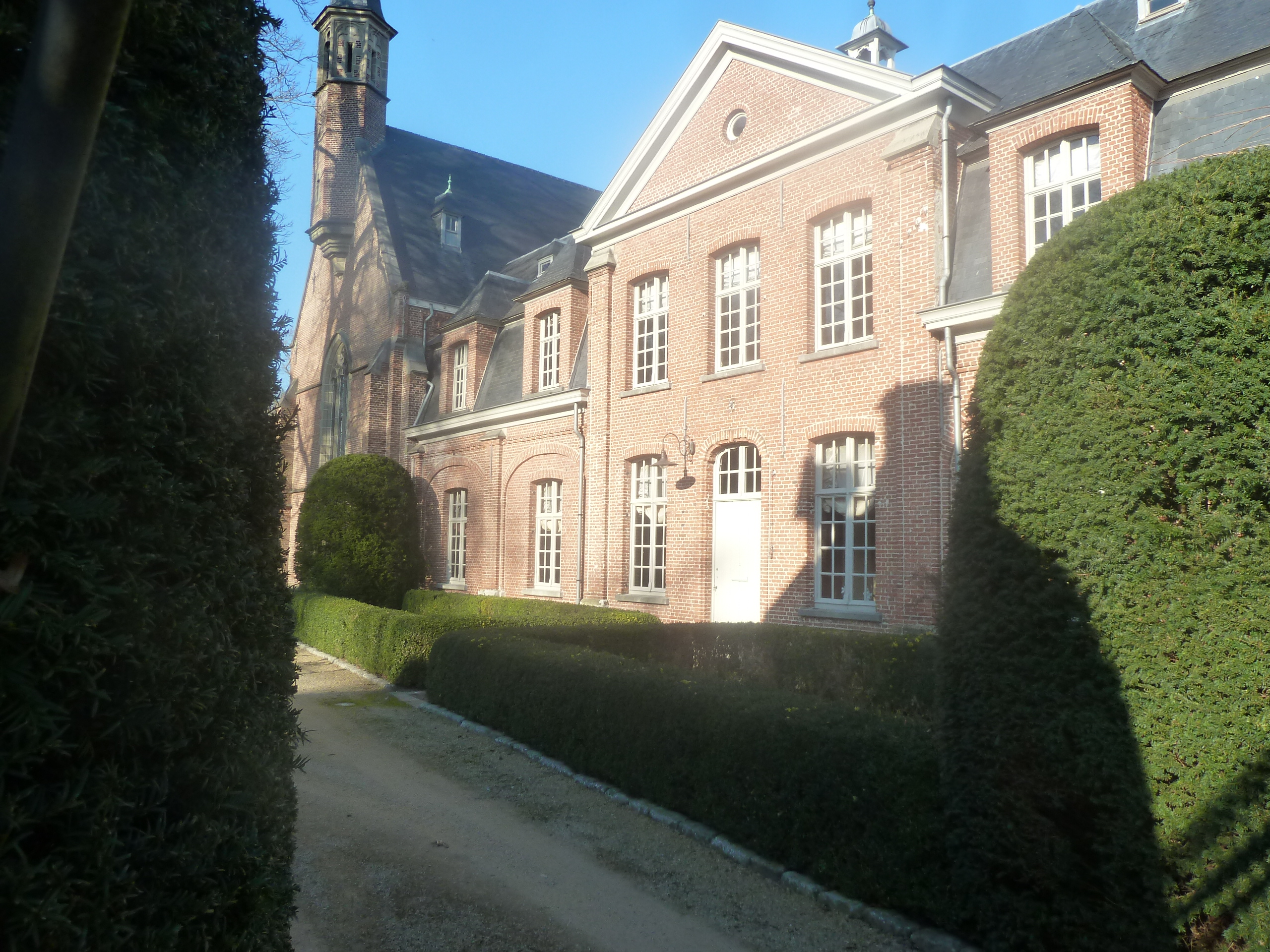
Feodaal hof van Belsele, residentie van Wauthier vander Gracht, Hoogschepen van Waas.
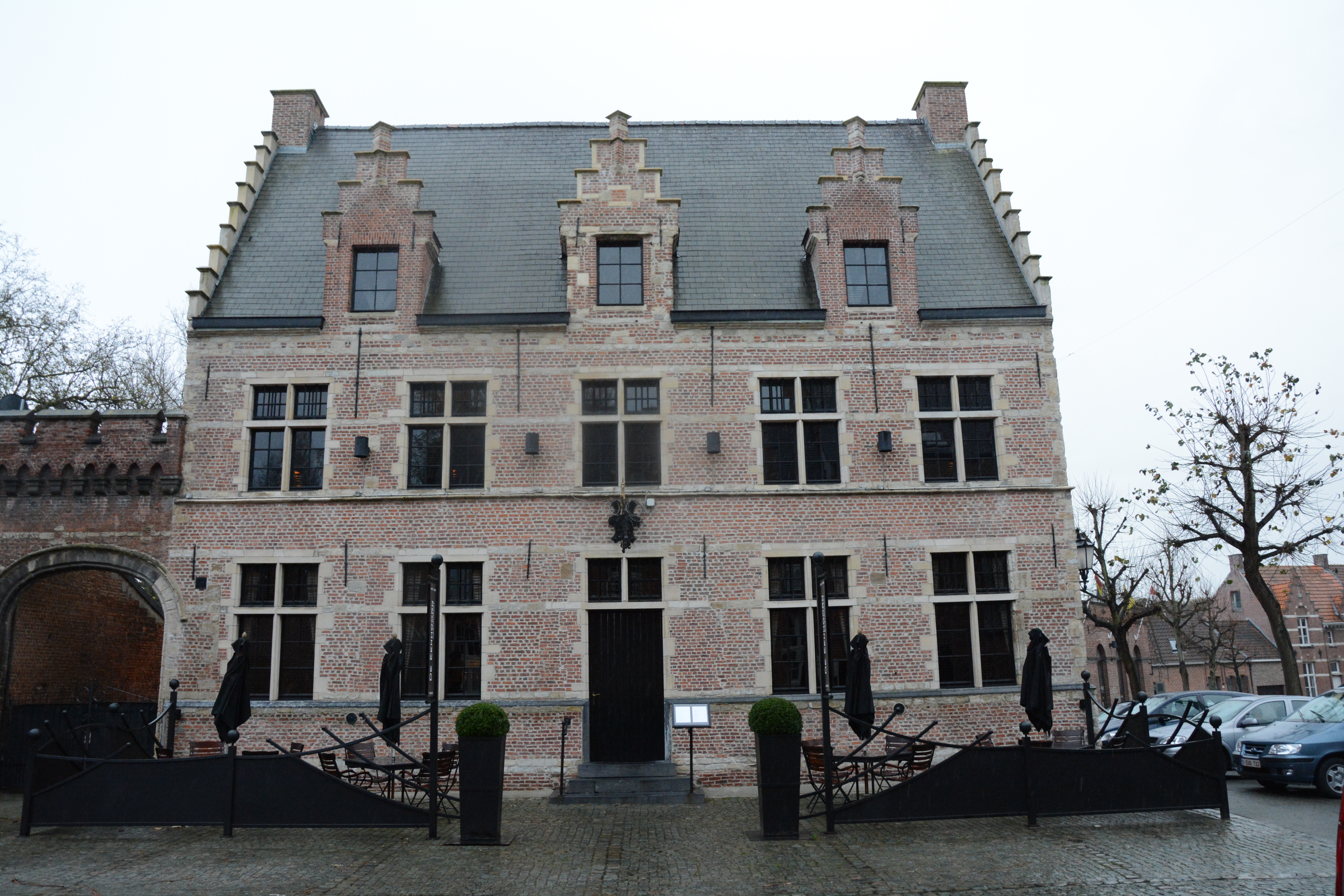
Den Eenhoorn, 16e eeuw, Bazel
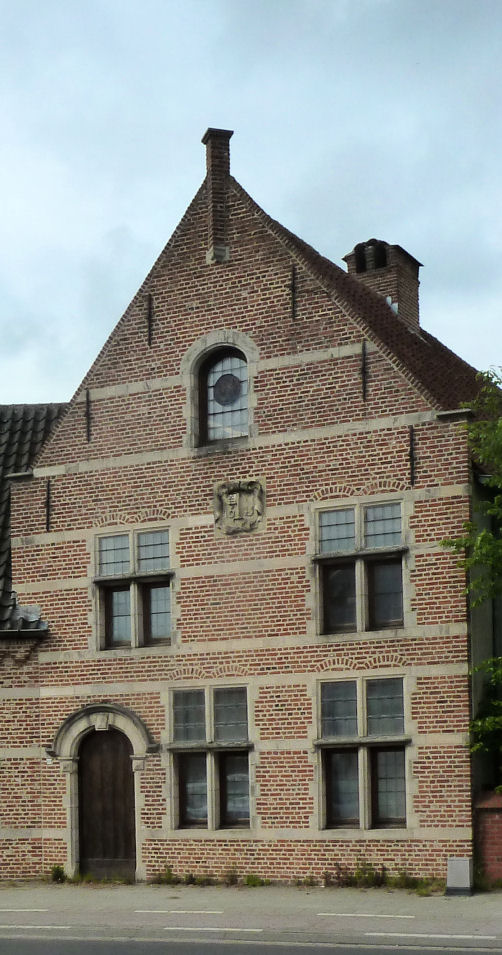
Feodaal Hof van de Sleutel in Vrasene, residentie van Lodewijk Maximiliaan Tyerin, Heer van "Clefs" en Rodemaer, Hoogschepen van Waas.
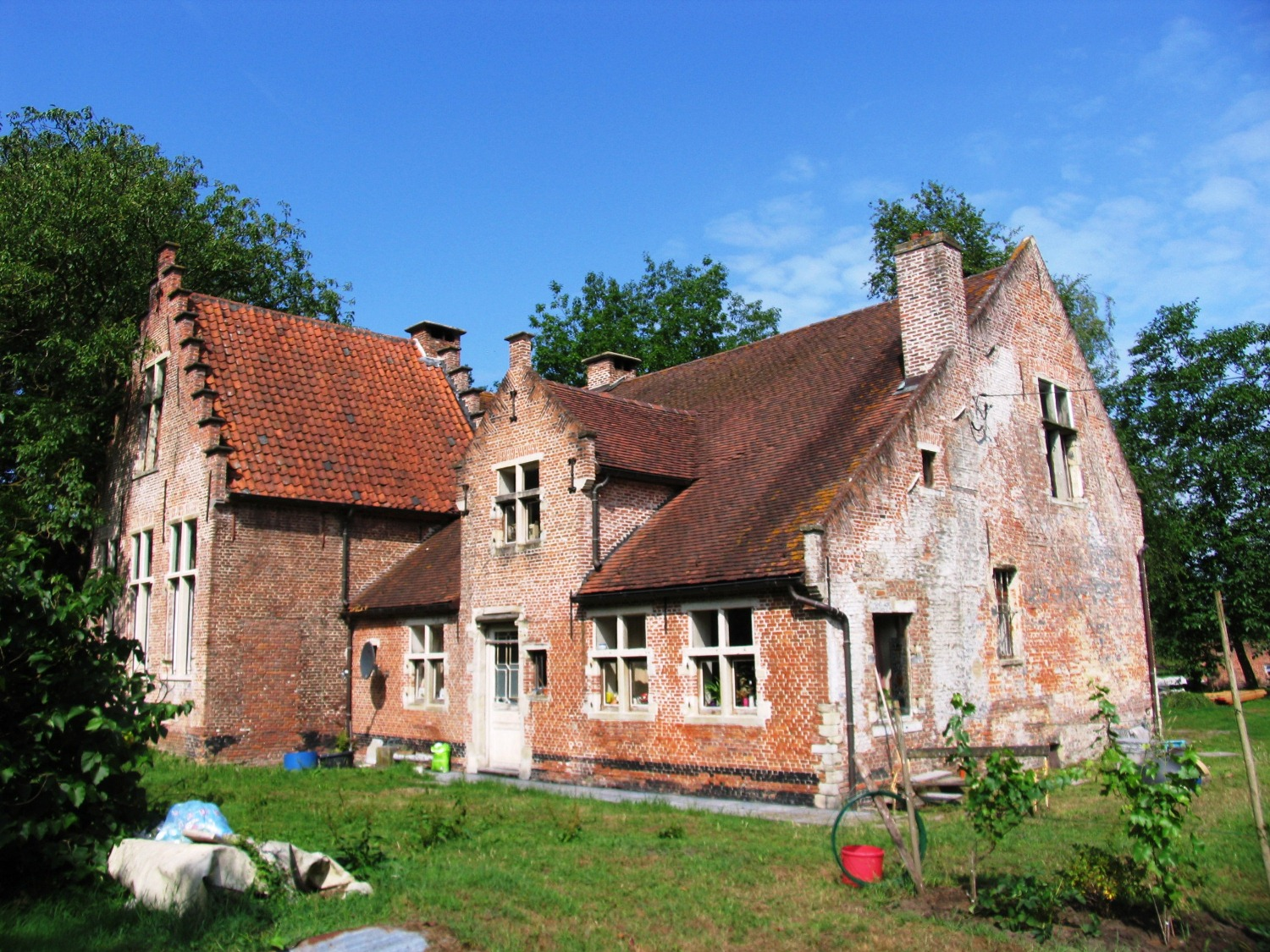
De Lysdonckhoeve
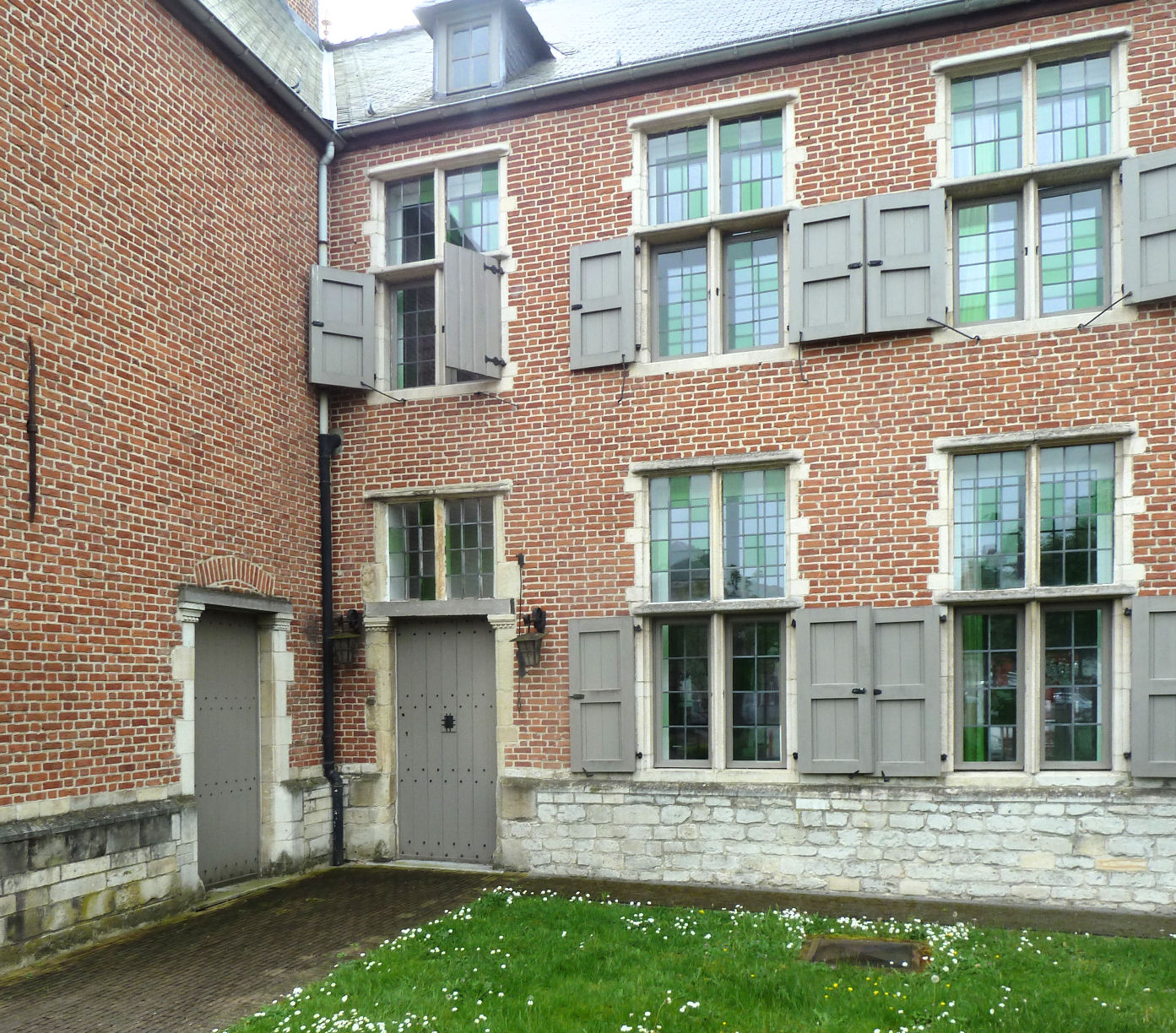
Voormalig Kasteeltje Ysebrant, Melsele
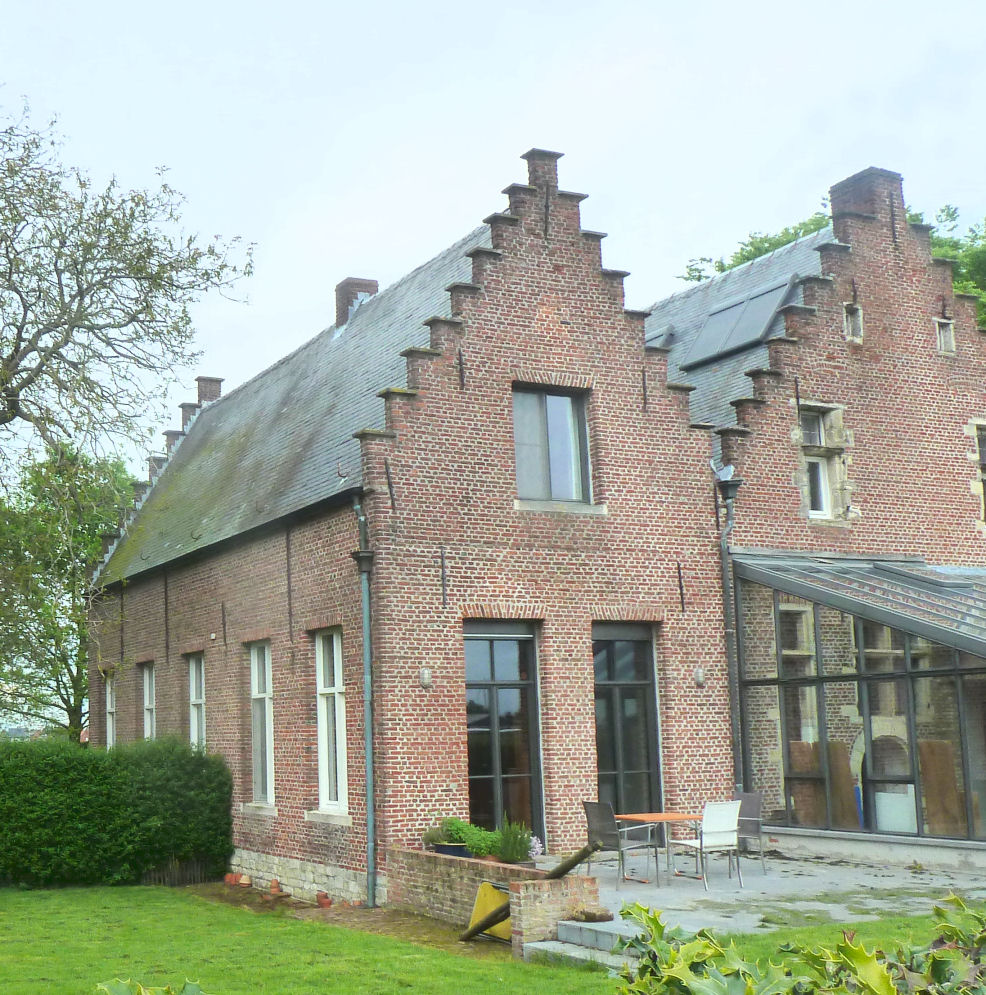
Omwald hof 't Schalienhuis, Melsele

## Folklore
De inwoners van de verschillende Wase dorpen en steden hebben in de loop van de geschiedenis bijnamen gekregen.
| Stad/dorp        | Spotnaam       |
| ---------------- | -------------- |
| Bazel            | Bazelse Bulten |
| Belsele          | Klokkenlappers |
| Haasdonk         | Rostekoppen    |
| Lokeren          | Rapenbraders   |
| Meerdonk         | Kletskoppen    |
| Melsele          | Pijpkens       |
| Nieuwkerken      | Schapen        |
| Sint-Gillis-Waas | Eiertrappers   |
| Sint-Niklaas     | Oliezeikers    |
| Verrebroek       | Flippen        |

## Archief
Het bewaarde Archief van het Feodaal Leenhof wordt bewaard in het Rijksarchief te Gent.
Aalst · Belle · Bergues · Beveren · Bourbourg · Bornem · het Brugse Vrije · Dendermonde · Doel · Doornik · Douai ·
 Gent · Ieper · Kassel · Ketenisse · Kortrijk · Oudenaarde · Rijsel · Saeftinghe · Veurne · de Vier Ambachten · Waas